# Formió d'Atenes
Formió (Phormion, Φορμίων) fou un general atenenc, fill d'Asopi, de família distingida de la demos de Peània.
El 440 aC fou un dels tres generals que fou enviat amb reforços a les tropes atenenques que bloquejaven Samos. El 432 aC després de la revolta de Potidea fou enviat en ajut de les forces de Càl·lies i va assetjar la ciutat. Una vegada establert el setge va enviar als soldats a assolar la península Calcídica. Era encara a la zona el 431 aC quan se li va unir el rei Perdicas II de Macedònia, que el va secundar en les operacions a la Calcídica. Va abandonar el territori l'estiu del 430 aC.
Cap al final del mateix any fou enviat amb 30 vaixells per ajudar els acarnanis contra Ambràcia, que havia ocupat Argos Amfilòquia. El següent hivern fou enviat a Naupacte amb 20 vaixells per prevenir la sortida dels vaixells de Corint del golf de Corint i aturar a tots els vaixells que anaven cap a Corint; romania a la zona l'estiu del 429 aC quan va aparèixer una flota espartana, i tot i la inferioritat de la seva flota i exèrcit, va derrotar els lacedemonis; en una segona batalla que va seguir poc després, fou rebutjat, però en la confusió va aprofitar la situació per obtenir una segona victòria.
A l'hivern del 429 al 428 aC va dirigir una expedició a la costa d'Acarnània, va desembarcar i va penetrar a l'interior on va obtenir algunes victòries.
Per alguna raó fou condemnat a una multa de 100 mines que no va poder pagar i va haver de marxar a l'exili a Peània. Estant aquí va rebre una petició d'ajut dels acarnanis que el requerien com a comandant; Atenes hi va consentir i per mitjà d'un sacrifici religiós es va establir que li quedava condonada la multa (ja que de no er així no podia agafar el comandament).
Havia mort el 428 aC. Acarnània va demanar llavors l'enviament del seu fill Asopi com a general. La seva tomba estava a la via de l'Acadèmia, propera a les de Càbries i Pèricles.